# Мамышева, Евдокия Владимировна
Евдокия Владимировна Мамышева (1916 — 2001) — советский врач-хирург. Заслуженный врач РСФСР. Герой Социалистического Труда (1969).

## Биография
Родилась 14 марта 1916 года в деревне Ревтовичи Слонимского уезда Гродненской губернии.
В 1930 году после окончания семилетней школы поступила в Курский медицинский техникум, который окончила в 1933 году. С 1933 по 1935 годы работала медицинской сестрой медицинского пункта в селе Боринское, Боринского района Воронежской области. С 1935 по 1938 годы —  помощник врача в городе Павловск Воронежской области.
С 1943 года после окончания Воронежского медицинского института, был призвана в ряды Красной Армии — участница Великой Отечественной войны. Служила хирургом медико-санитарного батальона в составе Карельского фронта.
В 1946 году демобилизовалась из Красной Армии в звании старшего лейтенанта медицинской службы. С 1946 года работала в медицинских учреждениях города Ленинграда — врач-ординатор, заведующая отделением и главный врач Мариинской городской больницы имени В. В. Куйбышева.
Одновременно с работой главного врача Е. В. Мамышева работала хирургом, выполнила несколько тысяч операций. При непосредственном участии главного врача Е. В. Мамышевой были осуществлёны ремонт и реконструкция здания больницы, а в последующие годы были построены еще один семиэтажный корпус, столовая, главный корпус, была введена в строй грязелечебница, изотопно-диагностическая, биохимическая и клиническая лаборатории. В 1955 году на территории больницы открылось медицинское училище № 6, которое готовило квалифицированных медсестёр и работников среднего медицинского персонала.
7 марта 1960 года Указом Президиума Верховного Совета СССР «за трудовое отличие» Евдокия Владимировна Мамышева была награждена Медалью «За трудовую доблесть».
4 февраля 1969 года  Указом Президиума Верховного Совета СССР «за большие заслуги в области охраны здоровья советского народа» Евдокия Владимировна Мамышева была удостоена звания Героя Социалистического Труда с вручением Ордена Ленина и золотой медали «Серп и Молот».
Помимо основной деятельности Е. В. Мамышева была депутатом Ленинградского городского Совета депутатов трудящихся восьми созывов.
С 1994 года на пенсии. Жила в Санкт-Петербурге.
Умерла 26 апреля 2001 года.

## Награды
- Медаль «Серп и Молот» (4.02.1969)
- Орден Ленина (23.10.1978)
- Орден Отечественной войны II степени (11.03.1985)
- Орден Красной Звезды
- Медаль «За трудовую доблесть» (7.03.1960)

### Звания
- Заслуженный врач РСФСР